# Zyphe jezik
Zyphe (ISO 639-3: zyp; zophei, zoptei), sinotibetski jezik kojim se služi istoimeno Čin pleme iz burmanske države Čin, 17 000 govornika (1994.) i u distriktu Lakher u indijskoj državi Mizoram, 3 000 (2000.). Ima dva narječja, gornji i donji zyphe. Pripada užoj skupini Kuki-Čin jezika.

## Vanjske poveznice
- Ethnologue (14th)
- Ethnologue (15th)